# PBS

PBS(Public Broadcasting Service, 공영 방송 서비스)는 미국의 공영 방송. 미국과 푸에르토리코, 버진 제도, 괌, 아메리칸사모아 등의 공공 텔레비전 방송국을 회원으로 하는 미국의 비영리 민간법인 방송국으로, 1969년 11월 3일 설립해 1970년 10월 5일 개국하였다.

## 연혁
교육을 목적으로 하는 방송국인 NET(National Educational Television, 국립 교육 텔레비전)를 전신으로 한다. 이후 1970년 PBS로 대체되었고, 1973년 종합방송국으로 전환되었다.

## 지역 방송사 목록
(주 이름, 도시 및 권역명 가나다순으로 서술)

(채널번호는 디지털TV의 채널번호로 작성)
| 주           | 도시 및 권역 | 호출부호 | 물리채널 | 가상채널 |
| ------------ | ------------ | -------- | -------- | -------- |
| 뉴욕주       | 뉴욕         | WNET     | 13       | 13.1     |
| 뉴욕주       | 뉴욕         | WLIW     | 21       | 21.1     |
| 워싱턴 D.C.  | 워싱턴 D.C.  | WETA-TV  | 27       | 26.1     |
| 워싱턴 D.C.  | 워싱턴 D.C.  | WHUT-TV  | 33       | 32.1     |
| 캘리포니아주 | 로스앤젤레스 | KLCS     | 41       | 58.1     |
| 캘리포니아주 | 샌버너디노   | KVCR-DT  | 26       | 24.1     |
| 캘리포니아주 | 헌팅턴(LA)   | KOCE-TV  | 48       | 50.1     |
| 매사추세츠주 | 보스턴       | WGBH     | 2        | 2.1      |